# Pływanie na Letnich Igrzyskach Olimpijskich 1976 – 100 m stylem dowolnym mężczyzn
100 m stylem dowolnym mężczyzn – jedna z konkurencji pływackich rozgrywanych podczas XXI Igrzysk Olimpijskich w Montrealu. Eliminacje i półfinały odbyły się 24 lipca, a finał 25 lipca 1976 roku.
Mistrzem olimpijskim został Amerykanin Jim Montgomery, który zarówno w półfinale jak i finale poprawiał własny rekord świata. W finale jako pierwszy pływak w historii pokonał dystans 100 m stylem dowolnym poniżej 50 sekund, uzyskawszy czas 49,99. Srebrny medal zdobył Amerykanin Jack Babashoff (50,81), a brąz reprezentant RFN Peter Nocke, który ustanowił nowy rekord swojego kraju (51,31).

## Rekordy
Przed zawodami rekord świata i rekord olimpijski wyglądały następująco:
| Rekord            | Zawodnik       | Czas  | Miejsce     | Data             |
| ----------------- | -------------- | ----- | ----------- | ---------------- |
| Rekord świata     | Jim Montgomery | 50,59 | Kansas City | 23 sierpnia 1975 |
| Rekord olimpijski | Mark Spitz     | 51,22 | Monachium   | 3 września 1972  |

W trakcie zawodów ustanowiono następujące rekordy:
| Data     | Etap konkurencji | Zawodnik       | Czas  | Rekord |
| -------- | ---------------- | -------------- | ----- | ------ |
| 24 lipca | półfinał 1       | Jim Montgomery | 50,39 | ,      |
| 25 lipca | finał            | Jim Montgomery | 49,99 | ,      |

## Wyniki

### Eliminacje
| Miejsce | Wyścig | Zawodnik           | Państwo                              | Czas  | Uwagi |
| ------- | ------ | ------------------ | ------------------------------------ | ----- | ----- |
| 1.      | 5      | Joe Bottom         | Stany Zjednoczone                    | 51,47 | Q     |
| 1.      | 3      | Klaus Steinbach    | RFN                                  | 51,47 | Q     |
| 3.      | 3      | Jack Babashoff     | Stany Zjednoczone                    | 51,53 | Q     |
| 4.      | 2      | Marcello Guarducci | Włochy                               | 51,57 | Q     |
| 5.      | 5      | Peter Nocke        | RFN                                  | 51,59 | Q     |
| 6.      | 4      | Władimir Bure      | ZSRR                                 | 51,81 | Q     |
| 7.      | 4      | Andriej Kryłow     | ZSRR                                 | 52,02 | Q     |
| 8.      | 6      | Jim Montgomery     | Stany Zjednoczone                    | 52,13 | Q     |
| 9.      | 6      | Michel Rousseau    | Francja                              | 52,43 | Q     |
| 10.     | 2      | Steve Pickell      | Kanada                               | 52,65 | Q     |
| 11.     | 4      | Gary MacDonald     | Kanada                               | 52,91 | Q     |
| 12.     | 6      | Roberto Pangaro    | Włochy                               | 53,05 | Q     |
| 13.     | 2      | Martin Smith       | Wielka Brytania                      | 53,17 | Q     |
| 14.     | 2      | René Écuyer        | Francja                              | 53,20 | Q     |
| 14.     | 4      | Svante Rasmuson    | Szwecja                              | 53,20 | Q     |
| 16.     | 1      | Andriej Bogdanow   | ZSRR                                 | 53,23 | QSO   |
| 16.     | 6      | Kevin Burns        | Wielka Brytania                      | 53,23 | QSO   |
| 18.     | 4      | Glenn Patching     | Australia                            | 53,29 |       |
| 19.     | 5      | Bruce Robertson    | Kanada                               | 53,37 |       |
| 20.     | 5      | Peter Coughlan     | Australia                            | 53,49 |       |
| 21.     | 2      | Ramón Volcan       | Wenezuela                            | 53,53 |       |
| 22.     | 6      | Fritz Warncke      | Norwegia                             | 53,55 |       |
| 23.     | 5      | Dan Larsson        | Szwecja                              | 53,81 |       |
| 24.     | 1      | Stefan Georgiev    | Bułgaria                             | 53,85 |       |
| 25.     | 3      | Jorge Delgado Jr.  | Ekwador                              | 53,91 |       |
| 26.     | 1      | Roger Pyttel       | NRD                                  | 53,93 |       |
| 27.     | 3      | Neil Rogers        | Australia                            | 53,96 |       |
| 28.     | 1      | Dirk Braunleder    | RFN                                  | 54,04 |       |
| 29.     | 1      | Jorge Comas        | Hiszpania                            | 54,05 |       |
| 30.     | 5      | Gianni Versari     | Panama                               | 54,11 |       |
| 31.     | 1      | Mark Crocker       | Hongkong                             | 54,14 |       |
| 32.     | 3      | Paul Jouanneau     | Brazylia                             | 54,49 |       |
| 33.     | 2      | Helmut Levy        | Kolumbia                             | 54,60 |       |
| 34.     | 1      | Kozo Higuchi       | Japonia                              | 54,67 |       |
| 35.     | 6      | Fernando Cañales   | Portoryko                            | 55,31 |       |
| 36.     | 5      | Steven Newkirk     | Wyspy Dziewicze Stanów Zjednoczonych | 55,43 |       |
| 37.     | 6      | José Pereira       | Portugalia                           | 55,46 |       |
| 38.     | 2      | Kris Sumono        | Indonezja                            | 55,50 |       |
| 39.     | 4      | Gerardo Rosario    | Filipiny                             | 56,00 |       |
| 40.     | 6      | Sigurður Ólafsson  | Islandia                             | 56,01 |       |
| 41.     | 3      | Campari Knoepffler | Nikaragua                            | 58,48 |       |

Swim-off
| Miejsce | Zawodnik         | Państwo         | Czas  | Uwagi |
| ------- | ---------------- | --------------- | ----- | ----- |
| 1.      | Andriej Bogdanow | ZSRR            | 52,82 | Q     |
| 2.      | Kevin Burns      | Wielka Brytania | 53,11 |       |

### Półfinały

#### Półfinał 1
| Miejsce | Zawodnik           | Państwo           | Czas  | Uwagi |
| ------- | ------------------ | ----------------- | ----- | ----- |
| 1.      | Jim Montgomery     | Stany Zjednoczone | 50,39 | Q }   |
| 2.      | Marcello Guarducci | Włochy            | 51,35 | Q     |
| 3.      | Klaus Steinbach    | RFN               | 51,62 | Q     |
| 4.      | Władimir Bure      | ZSRR              | 51,93 | Q     |
| 5.      | Roberto Pangaro    | Włochy            | 52,68 |       |
| 6.      | Stephen Pickell    | Kanada            | 52,89 |       |
| 7.      | René Ecuyer        | Francja           | 52,92 |       |
| 8.      | Andriej Bogdanow   | ZSRR              | 53,05 |       |

#### Półfinał 2
| Miejsce | Zawodnik        | Państwo           | Czas  | Uwagi |
| ------- | --------------- | ----------------- | ----- | ----- |
| 1       | Jack Babashoff  | Stany Zjednoczone | 51,46 | Q     |
| 2.      | Peter Nocke     | RFN               | 51,83 | Q     |
| 3.      | Joe Bottom      | Stany Zjednoczone | 51,92 | Q     |
| 4.      | Andriej Kryłow  | ZSRR              | 52,32 | Q     |
| 5.      | Michel Rousseau | Francja           | 52,36 |       |
| 6.      | Gary MacDonald  | Kanada            | 52,96 |       |
| 7.      | Martin Smith    | Wielka Brytania   | 53,11 |       |
| 8.      | Svante Rasmuson | Szwecja           | 53,34 |       |

### Finał
| Miejsce | Zawodnik           | Państwo           | Czas  | Uwagi |
| ------- | ------------------ | ----------------- | ----- | ----- |
| 1 !     | Jim Montgomery     | Stany Zjednoczone | 49,99 | WR    |
| 2 !     | Jack Babashoff     | Stany Zjednoczone | 50,81 |       |
| 3 !     | Peter Nocke        | RFN               | 51,31 | NR    |
| 4.      | Klaus Steinbach    | RFN               | 51,68 |       |
| 5.      | Marcello Guarducci | Włochy            | 51,70 |       |
| 6.      | Joe Bottom         | Stany Zjednoczone | 51,79 |       |
| 7.      | Władimir Bure      | ZSRR              | 52,03 |       |
| 8.      | Andriej Kryłow     | ZSRR              | 52,15 |       |